# Asplenium rosenstockianum
Asplenium rosenstockianum là một loài thực vật có mạch trong họ Aspleniaceae. Loài này được Brade miêu tả khoa học đầu tiên năm 1969.